# Boyne
Il Boyne (Abhainn na Bóinne in gaelico irlandese) è un fiume del Leinster, nell'Irlanda orientale. Lungo 112 km circa, nasce nella Contea di Kildare presso Carbury e, attraversate Trim, Navan e Slane, sfocia nel mare d'Irlanda presso Drogheda.
Nonostante la sua non eccezionale portata o lunghezza, il fiume è importantissimo per aver ospitato popolazioni celtiche preistoriche, che hanno lasciato lungo le sue sponde patrimoni archeologici di importanza mondiale, come Newgrange e Knowth, nella famosa Valle del Boyne.
Il Boyne è anche oggetto di moltissime vicende mitologiche irlandesi.